# فريتز لانغ
فريدريتش كريستيان أنطون «فريتز» لانغ (بالألمانية: Fritz Lang) (5 ديسمبر 1890- 2 أغسطس 1976) هو مخرج وكاتب سيناريو وممثل ومنتج نمساوي أمريكي. يعد واحداً من ألمع صناع الأفلام الذين ينتمون للمدرسة التعبيرية الألمانية في السينما، أطلق عليه معهد الفيلم البريطاني لقب «سيد الظلام». أشهر أفلامه في المرحلة التعبيرية كان ميتروبولس (أكثر الأفلام الصامتة كلفة زمنه) وفيلم إم الذي صنعه قبيل هجرته إلى الولايات المتحدة الأمريكية، وهو الفيلم الأيقونة الذي ساهم في تأسيس النوع السينمائي المعروف بـ فيلم نوار.

## حياته وسيرته

### النشأة
ولد لانغ في فيينا، وكان الابن الثاني لـ أنتون لانغ (1860-1940)، المعماري ومدير شركة بناء، وزوجته بولين (باولا) لانغ شليشنجر (1864-1920). وعُمد في دير شوتنشتفت في فيينا بتاريخ 28 ديسمبر 1890.
والدا لانغ هما من أصل مورافي،[بحاجة لمصدر] وهما كاثوليكيين محافظان. أمه ولدت يهودية، لكنها اعتنقت الكاثوليكية عندما كان فرتز في العاشرة من عمره. تعاملت أمه مع الديانة الجديدة بجدية، وكانت مصممة على على تنشئة فريتز عليها. لم يكن لدى لانغ أي اهتمامه بإرثه اليهودي، وكان يعتبر نفسه كاثوليكيا. ورغم أنه لم يكن ملتزما كاثوليكيا، إلا أنه «عادة ما كان يستعمل صورا ومواضيع كاثوليكية في أفلامه.»
بعد تخرجه من المدرسة، التحق لانغ بجامعة فيينا التقنية لفترة وجيزة، حيث درس فيها الهندسة المدنية قبل أن يتحول في نهاية المطاف إلى دراسة الفن. في 1910، غادر فيينا من أجل رؤية العالم، فزار أنحاء أوروبا وأفريقيا ولاحقا آسيا ومنطقة المحيط الهادئ. ثم درس الرسم في باريس في عام 1913.
عند اندلاع الحرب العالمية الأولى، عاد لانغ إلى فيينا وتطوع للخدمة العسكرية في الجيش النمساوي وحارب في روسيا ورومانيا، حيث أصيب ثلاث مرات. وأثناء تعافيه من جروحه وصدمة القصف التي أصابته، قام في 1916 بكتابة بعض أفكار وسيناريوهات أفلام. تم تسريحه من الجيش برتبة ملازم في عام 1918 وقام ببعض الأدوار التمثيلية في مسارح فيينا لفترة قصيرة قبل أن يتم التعاقد معه ككاتب في شركة ديلكا، وهي شركة إنتاج مقرها برلين ويملكها اريك بومر.

### أفلامه التعبيرية: سنوات فيمار
لم يقض لانغ فترة طويلة ككاتب، فقد انتقل للعمل كمخرج في الاستديو الألماني UFA، وبعده استديو نيرو-فيلم، وذلك في نفس الوقت الذي كانت فيه الحركة التعبيرية في طور البناء. في المرحلة الأولى من مسيرته، راوح لانغ بين الأفلام الفنية مثل «الموت بالضجر Der Müde Tod» وأفلام الإثارة الشعبية مثل «العناكب Die Spinnen»، وجمعت أعماله بين الأنواع السينمائية الشعبية والأساليب التعبيرية لتخلق توليفة غير مسبوقة بين الترفيه الشعبي والسينما الفنية. تعرف في عام 1920 على زوجته المستقبلية، الكاتبة والممثلة ثيا فون هاربو. التي شاركته كتابة كل أفلامه بين عامي 1921 إلى 1933، وكان من بينها فيلم «د. مابوز المقامر Dr. Mabuse, der Spieler» والذي كان طوله أكثر من أربع ساعات على جزئين في النخسة الأصلية، وكان الفيلم الأول في ثلاثية د. مابوز. وكذلك شاركته في فيلم Die Nibelungen الذي كان طوله أربع ساعات، وأيضا في الفيلم الشهير ميتروبولس Metropolis في 1927، وأيضا فيلمه الشهير M في 1931، الذي كان أول أفلامه الناطقة.

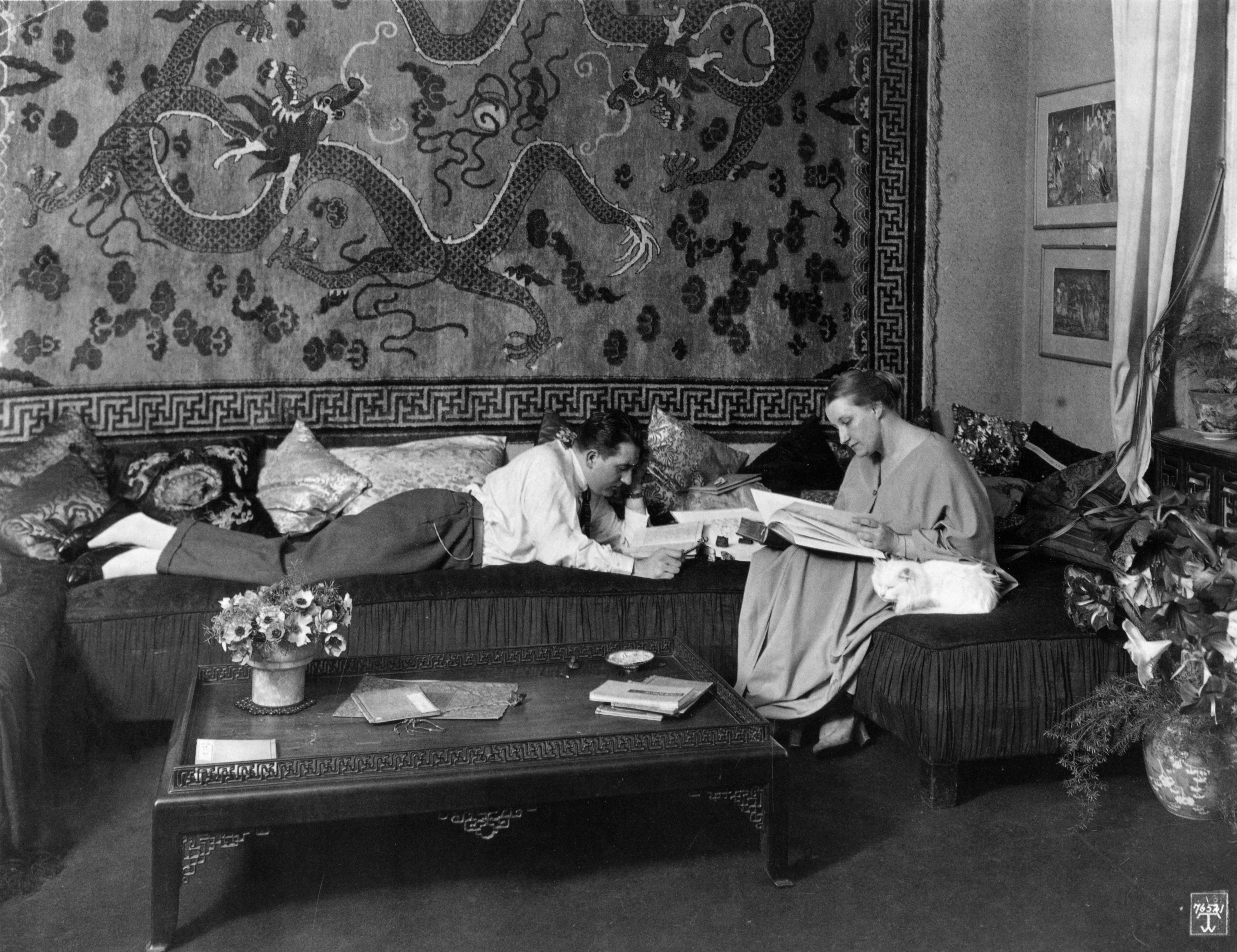
فريتز لانغ وثيا فون هاربو في شقتهما في برلين عام 1923 أو 1924

ورغم أن البعض ينظر إلى أعمال لانغ على أنها ميلودراما بسيطة، إلا أنها ساعدت على تأسيس المواصفات والخصائص التي أصبحت تميز نوع الأفلام السينمائية الي عرفت لاحقا بـ الفيلم نوار، المليئة بمواضيع الصراعات النفسية وجنون الارتياب والقدر والغموض الأخلاقي. تأثر بأفلامه مخرجون متنوعون مثل جاك ريفيت وويليام فريدكين.
بعد فيلمه امرأة في القمر، أخرج لانغ في 1931 فيلمه إم M والذي اعتبره الكثير من منظري السينما تحفة لانغ، وهو قصة مقلقة حول قاتل أطفال (بيتر لوري في أول بطولة له)، تقوم عصابات ومجرمي برلين بمطاردته والاقتصاص منه. لا يزال فيلم M عملا قويا، حيث تم إعادة صنعه في 1951 بواسطة جوزيف لوزي لكن لم يكن لهذه النسخة أي تأثير يذكر على المشاهدين، وأصبحت مشاهدتها أصعب من النسخة الأصلية. كان لانغ يجسد الصورة النمطية للمخرج الألماني المستبد، من أمثال اريك فون ستروهايم وأوتو بريمنجر. فقد كان لانغ معروفا بصعوبة العمل معه. خلال مشهد الذروة النهائي في فيلم M، يقال بأن لانغ رمى الممثل بيتر لوري من أعلى الدرج، وذلك ليجعل أثر الضرب والكدمات عليه أكثر مصداقية. ارتدائه لنظارة مفردة ساعد في تجسيد هذه الصورة النمطية.
في نهاية عام 1932، بدأ لانغ تصوير فيلم شهادة د. مابوز The Testament of Dr. Mabuse. واستلم أدولف هتلر السلطة في 1933، وبتاريخ 30 مارس قام النظام الجديد بمنع عرض الفيلم بحجة تحريضه للشغب الشعبي. ويعتبر البعض الفيلم معاد للنازية، حيث وضع لانغ جملا يستخدمها النازيون على لسان بطل الفيلم.
وبينما كان لانغ قلقا حول صعود النظام النازي، جزئيا بسبب أصوله اليهودية، كانت زوجته الكاتبة ثيا فون هاربو متعاطفة مع النازيين في بدايات الثلاثينات، والتحقت بالحزب النازي في 1932. تطلق بعدها الزوجان سريعا. وقد تحققت مخاوف لانغ بعد رحيله من النمسا، فقوانين نورمبرغ كانت تعتبره يهوديا بغض النظر عن كون أمه اعتنقت الكاثوليكية وربت ابنها عليها.

### هجرته
غادر لانغ ألمانيا بعد ذلك بفترة قصيرة. وفقا للانغ، فقد استدعاه وزير البروباغندا جوزيف جوبلز لمكتبه، وأخبره بأنه تم منع فيلمه شهادة د. مابوز من العرض، وأخبره أيضا بأنه منبهر من قدرات لانغ كصانع أفلام (بالذات في فيلم ميتروبولس) وعرض عليه منصب رئيس استديوهات UFA الألمانية. ذكر لانغ أنه اتخذ قرار المغادرة إلى باريس خلال هذا الاجتماع، لكن البنوك كانت مغلقة مع نهاية الاجتماع. وذكر أنه هرب في ذلك المساء.
غادر لانغ ألمانيا في 1934، وانتقل إلى باريس  بعد نهاية زواجه من ثيا فون هاربو في 1933 والتي قررت البقاء.[بحاجة لمصدر]
صور لانغ في باريس فيلما مبنيا على مسرحية ليليوم للكاتب فيرينس مولنار، ومن بطولة تشارلز بوير. وكان هذا فيلم لانغ الوحيد الناطق بالفرنسية (باستثناء النسخة الفرنسية من فيلم شهادة د. مابوز). وبعدها توجه للولايات المتحدة الأمريكية.

### مسيرته في هوليوود (1936-1957)
انضم لانغ حال وصوله هوليوود إلى استديوهات مترو غولدوين ماير وأخرج فيلم الجريمة الدرامي Fury من بطولة سبنسر تريسي في دور رجل متهم بجريمة بالخطأ ثم تهاجمه مجموعة من الغوغاء حيث يحرقون السجن المحتجز فيه بانتظار المحاكمة، لكنه ينجو دون علم أحد. الفيلم دراسة عن الأنتقام والعدالة والجزاء أصبح لانغ مواطنا أمريكيا في 1939، وصنع 21 فيلما روائيا في الـ 21 سنة التالية، وقدم فيها أنواعا سينمائية مختلفة، وتعاون فيها مع كل استديوهات هوليوود الكبيرة، وأحيانا كان ينتج أفلامه بنفسه كمستقل. لم يستقبل النقاد آنذاك أفلامه بنفس الحفاوة التي كانت تحظى بها أفلامه السابقة، لكن لاحقا أصبحت أفلامه هذه تعد عنصرا مهما في نشوء وتطور النوع السينمائي الأمريكي المعروف بـ فيلم نوار.
أحد أشهر أفلامه من هذا النوع كان الدراما البوليسية The Big Heat في 1953، والذي اشتهر بعنفه الشديد، وخاصة المشهد الذي يقوم فيه الممثل لي مارفن برشق قهوة حارقة على وجه الممثلة غلوريا غراهام. خلال تلك الفترة، أصبح أسلوبه البصري أكثر بساطة (يرجع ذلك جزئيا إلى القيود التي كان يفرضها نظام الاستديو في هوليوود)، كما أصبحت نظرته للعالم تزداد تشائما، وبلغت ذروتها في الأسلوب البارد والهندسي الذي ظهر في آخر فيلمين أمريكيين له «بينما المدينة نائمة While the City Sleeps» في 1956 و«بما لا يدع مجالا للشك Beyond a Reasonable Doubt» في 1956.
وجد لانغ مهمة البحث عن ظروف إنتاجية مناسبة في هوليوود أكثر صعوبة من ذي قبل، وتقدمه في السن قلل من رغبته في الجدال مع الممولين الأمريكيين. أبدى المنتج الألماني آرتر برونر اهتماما بإعادة صنع فيلم القبر الهندي The Indian Tomb (وهو قصة طورها لانغ في العشرينات لكن أخذها منه رؤساء الاستديو وأعطوها جو مي ليخرجها)، لذلك تخلى لانغ عن خططه التقاعدية وعاد إلى ألمانيا من أجل صنع ملحمته الهندية. بعد انتهاء التصوير، كان برونر جاهزا لإعادة صنع فيلم شهادة د. مابوز لكن لانغ أقنعه بفكرة إضافة فيلم آخر للسلسلة. وكانت النتيجة هي فيلم «العيون الألف لـ د. مابوز Thousand Eyes of Dr. Mabuse» في 1960، والذي صنع على عجلة وبميزانية صغيرة نسبيا. كان الفيلم مزيجا من أساليب الحركة التعبيرية التي قام بها لانغ سابقا في ألمانيا والأسلوب الاسبارطي الذي كان وضحا في أفلامه الأمريكية الأخيرة. وكان لانغ على وشك الإصابة بالعمى أثناء التصوير، مما جعل هذا العمل آخر مشاريعه.

### موته وإرثه
بينما انتهت مسيرته العملية دون بهرجة، إلا أن نقاد مجلة كراسات السينما الفرنسية احتفوا بأفلامه الأمريكية وأواخر أفلامه الألمانية. مات لانغ في 1976 ودفن في مقبرة فوريست لون في حي هوليوود هيلز في لوس أنجليس.

## في الثقافة الشعبية
- ظهر لانغ بشخصيته الحقيقية في فيلم Le Mepris للمخرج جان-لوك غودار في 1963. تمت مناقشة سمعته في الفيلم، وقد سخر لانغ نوعا ما من سمعته كمخرج مزاجي.
- في فيلم «خذ المال واهرب Take the Money and Run» للمخرج وودي آلن في 1969، تظهر شخصية مخرج ألماني كبير في السن، بمظهر قريب من مظهر لانغ خلال مشهد تصوير عملية سرقة بنك.
- في رواية دعابة بلا حدود للروائي ديفيد فوستر، يتم ذكر لانغ جنبا إلى جنب مع جيمس كاميرون في الصفحة 48.
- ظهر لانغ كشخصية خيالية رئيسية في فيلم Conqueror of Shambala المأخوذ عن المانجا اليابانية the Fullmetal Alchemist.
- في الحلقة 11 من الموسم الأول من مسلسل City Hunter، فرتز لانغ هو اسم الخصم.
- اسم المخرج فرتز ونغ في روايات ري برادبري هو خليط من فرتز لانغ وجيمس ونغ هو.
- مادونا جسدت دور لانغ في مشهد من الفيديو الموسيقي لأغنية Express Yourself، مرتدية بدلة لانغ ونظارته المفردة الشهيرة. الفيديو هو تحية تقدير لفيلم ميتروبولس.

## روابط خارجية
- فريتز لانغ على موقع IMDb (الإنجليزية)
- فريتز لانغ على موقع الموسوعة البريطانية (الإنجليزية)
- فريتز لانغ على موقع روتن توميتوز (الإنجليزية)
- فريتز لانغ على موقع مونزينجر (الألمانية)
- فريتز لانغ على موقع ألو سيني (الفرنسية)
- فريتز لانغ على موقع ميوزك برينز (الإنجليزية)
- فريتز لانغ على موقع تيرنر كلاسيك موفيز (الإنجليزية)
- فريتز لانغ على موقع تيرنر كلاسيك موفيز (الإنجليزية)
- فريتز لانغ على موقع أول موفي (الإنجليزية)
- فريتز لانغ على موقع قاعدة بيانات الأفلام السويدية (السويدية)